# Campionati mondiali di ginnastica aerobica 2004
I Campionati mondiali di ginnastica aerobica 2004 sono stati la 8ª edizione della competizione organizzata dalla Federazione Internazionale di Ginnastica.
Si sono svolti a Sofia, in Bulgaria, dal 3 al 5 giugno 2004.

## Medagliere
| Pos.   | Nazione       | Oro | Argento | Bronzo | Totale |
| ------ | ------------- | --- | ------- | ------ | ------ |
| 1      | Romania       | 1   | 2       | 3      | 6      |
| 2      | Bulgaria      | 1   | 0       | 0      | 1      |
| 2      | Brasile       | 1   | 0       | 0      | 1      |
| 2      | Francia       | 1   | 0       | 0      | 1      |
| 2      | Nuova Zelanda | 1   | 0       | 0      | 1      |
| 6      | Russia        | 0   | 1       | 2      | 3      |
| 7      | Italia        | 0   | 1       | 0      | 1      |
| 7      | Spagna        | 0   | 1       | 0      | 1      |
| 9      | Cina          | 0   | 0       | 1      | 1      |
| Totale | Totale        | 5   | 5       | 5      | 15     |

## Podi
| Evento                | Oro             | Argento        | Bronzo              |
| Individuale maschile  | Grégory Alcan   | Remus Nicolai  | Sergei Konstantinov |
| Individuale femminile | Angela McMillan | Giovanna Lecis | Mihaela Pohoata     |
| Coppia mista          | Bulgaria        | Spagna         | Romania             |
| Trio                  | Brasile         | Romania        | Romania             |
| Gara a squadre        | Romania         | Russia         | Cina                |